# Кънека (окръг, Алабама)
Окръг Кънека (на английски: Conecuh County) е окръг в щата Алабама, Съединени американски щати. Площта му е 2209 km², а населението – 11 597 души (1 април 2020). Административен център е град Евъргрийн.